# Panasonic FH 2000
Panasonic FH 2000 (FH 2000) је био преносиви рачунар фирме Панасоник (Panasonic) који је почео да се производи у Јапану током 1986. године.
Користио је Oki 80C86 CMOS микропроцесорску јединицу а RAM меморија рачунара је имала капацитет од 8 KB до 128 KB. 

## Детаљни подаци
Детаљнији подаци о рачунару FH 2000 су дати у табели испод.
|                       |                                                        |
| [ 1 ]                 |                                                        |
| Произвођач            | Панасоник                                              |
| Тип                   | преносиви рачунар                                      |
| Меморија              | 8 до 128 KB                                            |
| Поријекло             | Јапан                                                  |
| Година                | 1986                                                   |
| Тастатура             | 90 тастера са тастерима смјера и нумеричка тастатура   |
| Процесор              |                                                        |
| Фреквенција процесора | 4,77                                                   |
| RAM                   | 8 до 128 KB                                            |
| ROM                   | 64 + све до 512 у 4 ROM подножја                       |
| Текст                 | 80 знакова x 8 линија                                  |
| Графика               | 480 x 64 тачака                                        |
| Боја                  | једна боја, монитор са текућим кристалом               |
| Звук                  | мали звучник                                           |
| Димензије             | 25,8 (ширина) x 11 (дубина) x 4,1 (висина) / 910 грама |
| Портови               |                                                        |
| Оперативни систем     |                                                        |